# Десинець
Десинець (словен. Desinec) — поселення в общині Чрномель, Південно-Східна Словенія, Словенія. Висота над рівнем моря: 198,2 м.